# Elecciones generales de Nueva Zelanda de 1984
Las elecciones generales neozelandesas de 1984 se celebraron el 14 de julio de 1984 con el fin de elegir a los diputados del cuadragésimo primer Parlamento de Nueva Zelanda. Estas elecciones marcaron el comienzo del cuarto gobierno laborista en el país, con su líder David Lange derrotando al longevo Primer Ministro Robert Muldoon, del Partido Nacional. Fueron las últimas elecciones en las que el Partido del Crédito Social obtuvo escaños como partido independiente. Estas elecciones también fueron las únicas en las que el Partido de Nueva Zelanda, un partido protesta, jugó un rol destacado.

## Contexto
Antes de las elecciones, el Partido Nacional gobernaba con 47 escaños, una ajustada mayoría. El opositor Partido Laborista tenía 43 asientos y el Partido del Crédito Social tenía dos. A pesar de que el Partido Nacional había obtenido una mayoría absoluta, las disidencias de varios diputados hizo que perdieran esa mayoría y dificultando el gobierno de Robert Muldoon.
Las elecciones fueron convocadas cuando una de las diputadas díscolas, Marilyn Waring, le dijo al Primer Ministro que no apoyaría al gobierno en la votación sobre el proyecto de ley presentado por los laboristas, con el que pretendían que el país no participara en las pruebas nucleares. Muldoon anunció las elecciones anticipadas por televisión el 14 de junio.
Hubo un debate sobre la necesidad de la convocatoria de elecciones, ya que no se había realizado ninguna moción de confianza, por lo que el gobierno podría continuar ejerciendo incluso si la proposición antinuclear hubiera sido aprobada. Sin embargo, Muldoon justificó que había convocado las elecciones para reforzar su mandato (como el antiguo Primer Ministro Sidney Holland hizo en 1951 ante la huelga en los muelles).
El gobierno de Muldoon, que cada vez era más impopular durante el mandato, era visto como rígido, inflexible y cada vez más irresponsable ante los temas públicos. El Partido Laborista había ganado en votos en las dos anteriores elecciones, pero no pudo obtener una mayoría de escaños.Los laboristas lanzaron un mensaje de cambio durante la campaña. Denunciaban que el control sobre los salarios y los precios del gobierno de Muldoon había ocasionado una pobre perspectiva económica. También prometieron ejercer una política antinuclear.

## Resultados

### Resultados por partido político
|  | 42.9 % |

|  | 35.9 % |

|  | 12.2 % |

|  | 1.0 % |

|  | 0.3 % |

|  | 0.2 % |

|  | 1.1 % |

|  | 100.00 % |